# Ángel Franco Rubio
Ángel Franco Rubio (Valdefuentes (Cáceres); 1960) es un economista y político español.

## Trayectoria
Licenciado en Ciencias Económicas por la Universidad Complutense de Madrid, es funcionario de la Junta de Extremadura, donde ha ocupado diversos cargos directivos relacionados con el área económica y presupuestaria: Director general de Presupuestos (1994-1995), director general de Planificación y Presupuestos (1995-2003) y director general de Ingresos y de Planificación Presupuestaria y Fondos Comunitarios (2003-2004). Después trabajó como Director económico-financiero de Hidroguadiana hasta que en 2007 fue designado por el Presidente de la Junta de Extremadura como Consejero de Administración Pública y Hacienda.

## Cargos desempeñados
- Director general de Presupuestos de la Junta de Extremadura (1994-1995).
- Director general de Planificación y Presupuestos de la Junta de Extremadura (1995-2003).
- Director general de Ingresos y Planificación Presupuestaria y Fondos Comunitarios de la Junta de Extremadura (2003-2004).
- Consejero de Hacienda y Administración Pública de la Junta de Extremadura (2007-2011).

| Predecesor: José Martín Martín (Hacienda y Presupuestos) | Consejero de Administraciones Públicas y Hacienda de la Junta de Extremadura 2007-2011 | Sucesor: Pedro Tomás Nevado-Batalla (Administración Pública) Antonio Fernández Fernández (Economía y Hacienda) |

- Datos: Q6173162